# ساعت آفتابی

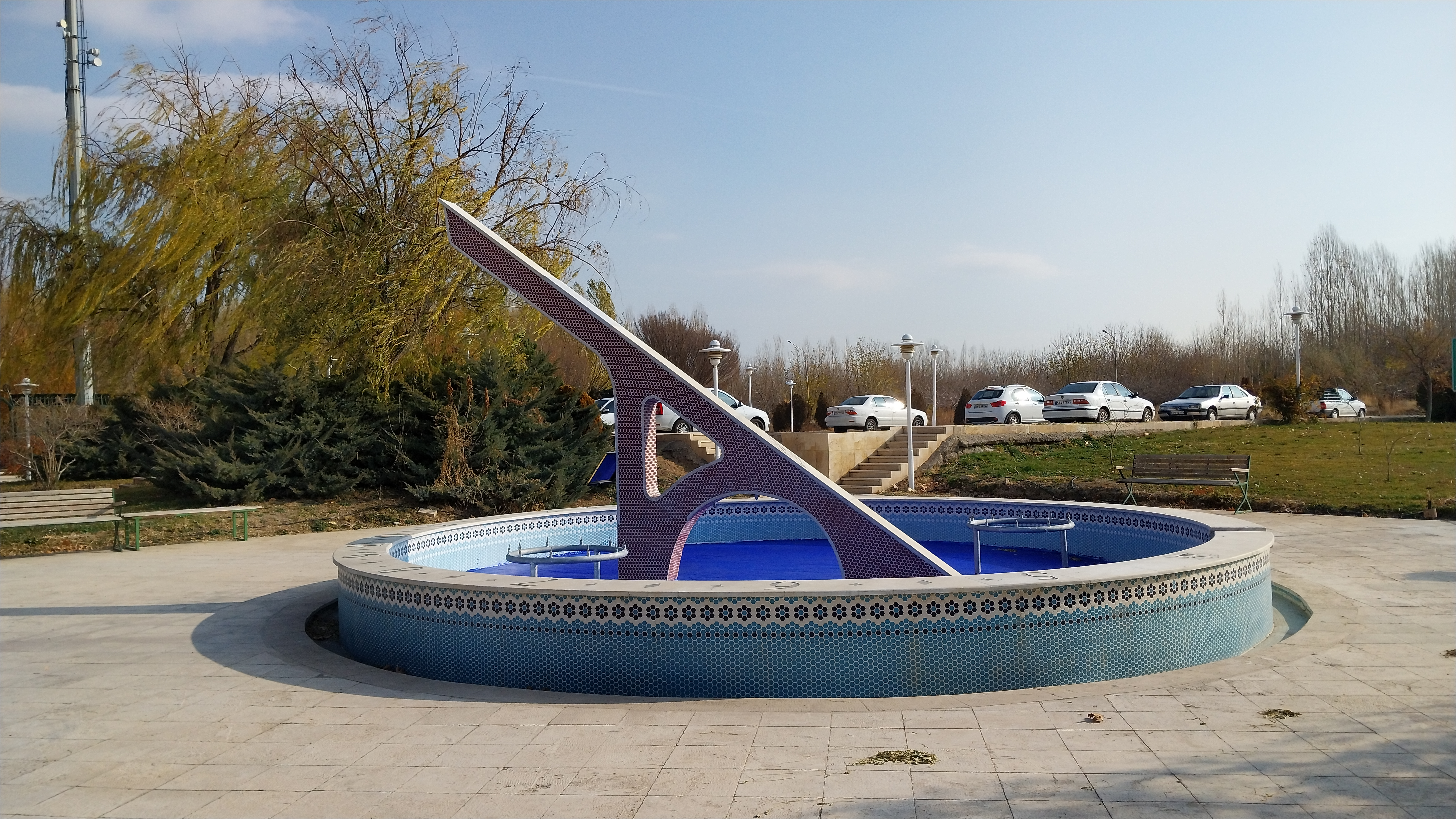
بزرگترین ساعت آفتابی ایران به قطر بیش از ۸ متر و ارتفاع بیش از ۴ متر ساخته شده در مقابل ساختمان مرکزی دانشگاه زنجان

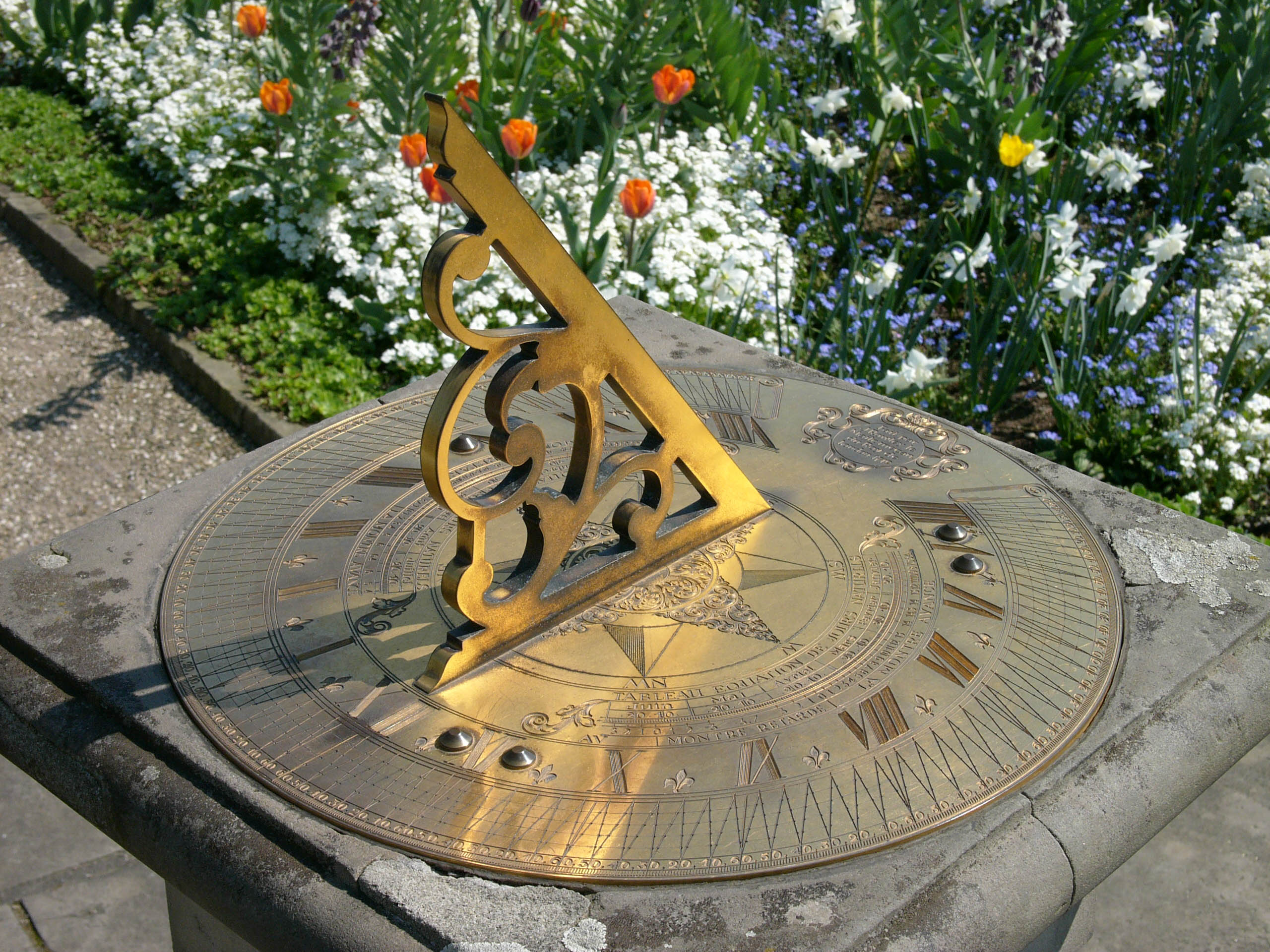
نمونه‌ای از ساعت آفتابی (در هانوور آلمان)

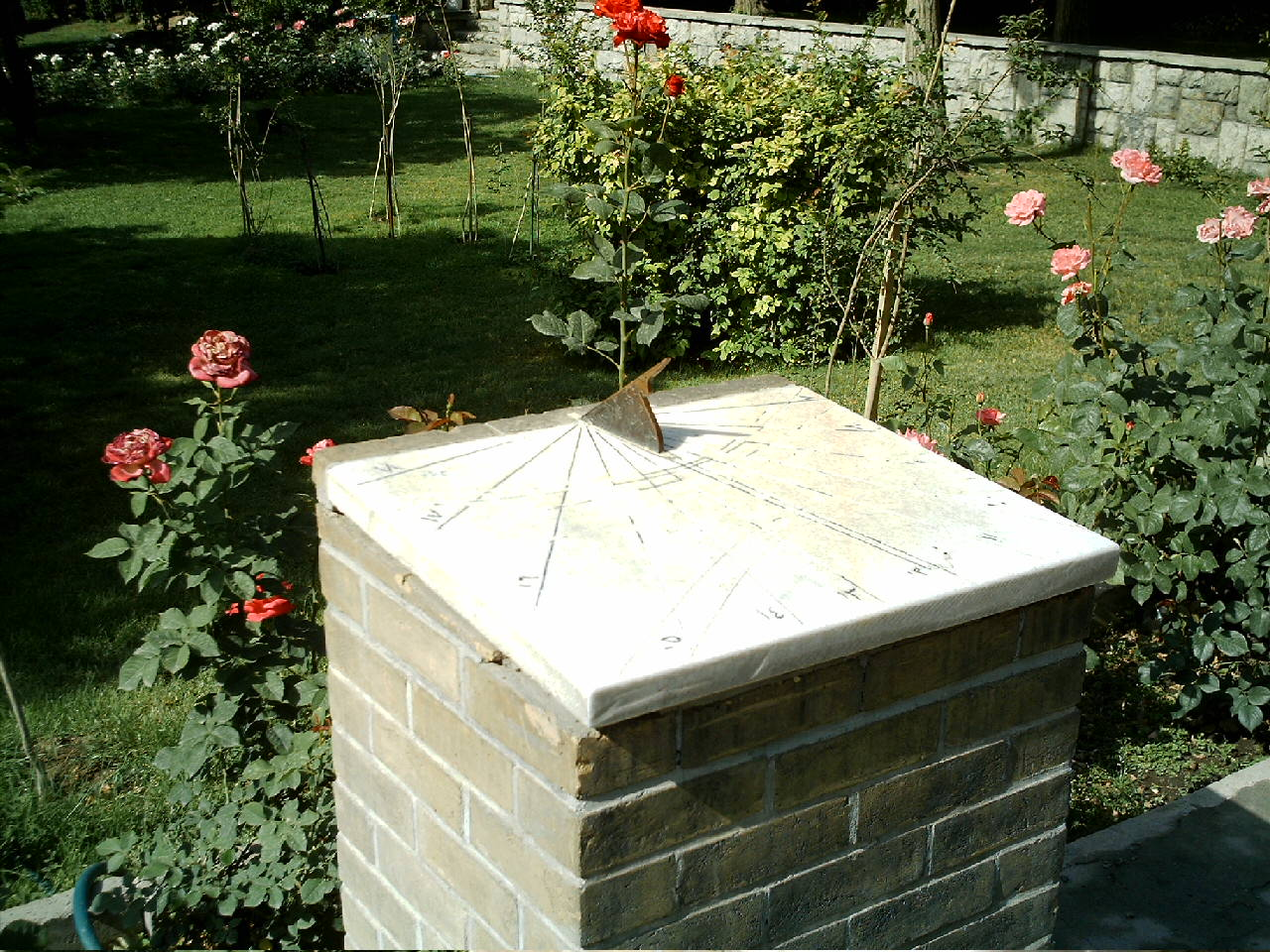
ساعت آفتابی در مقابل دانشکدهٔ مهندسی هوافضای دانشگاه صنعتی شریف تهران

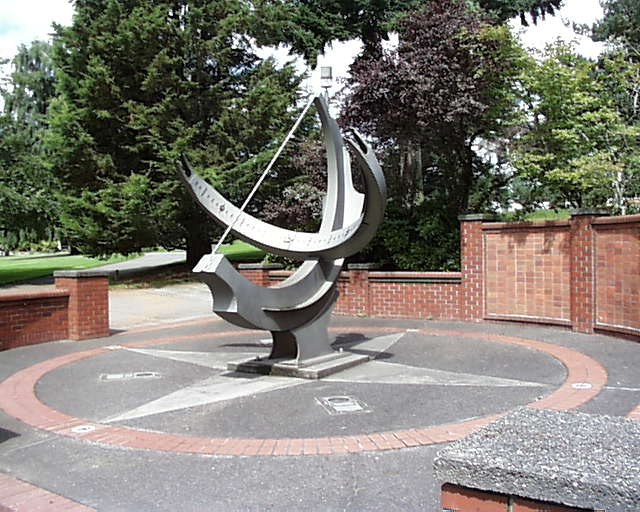
یک ساعت آفتابی در ونکوور در ایالات متحده

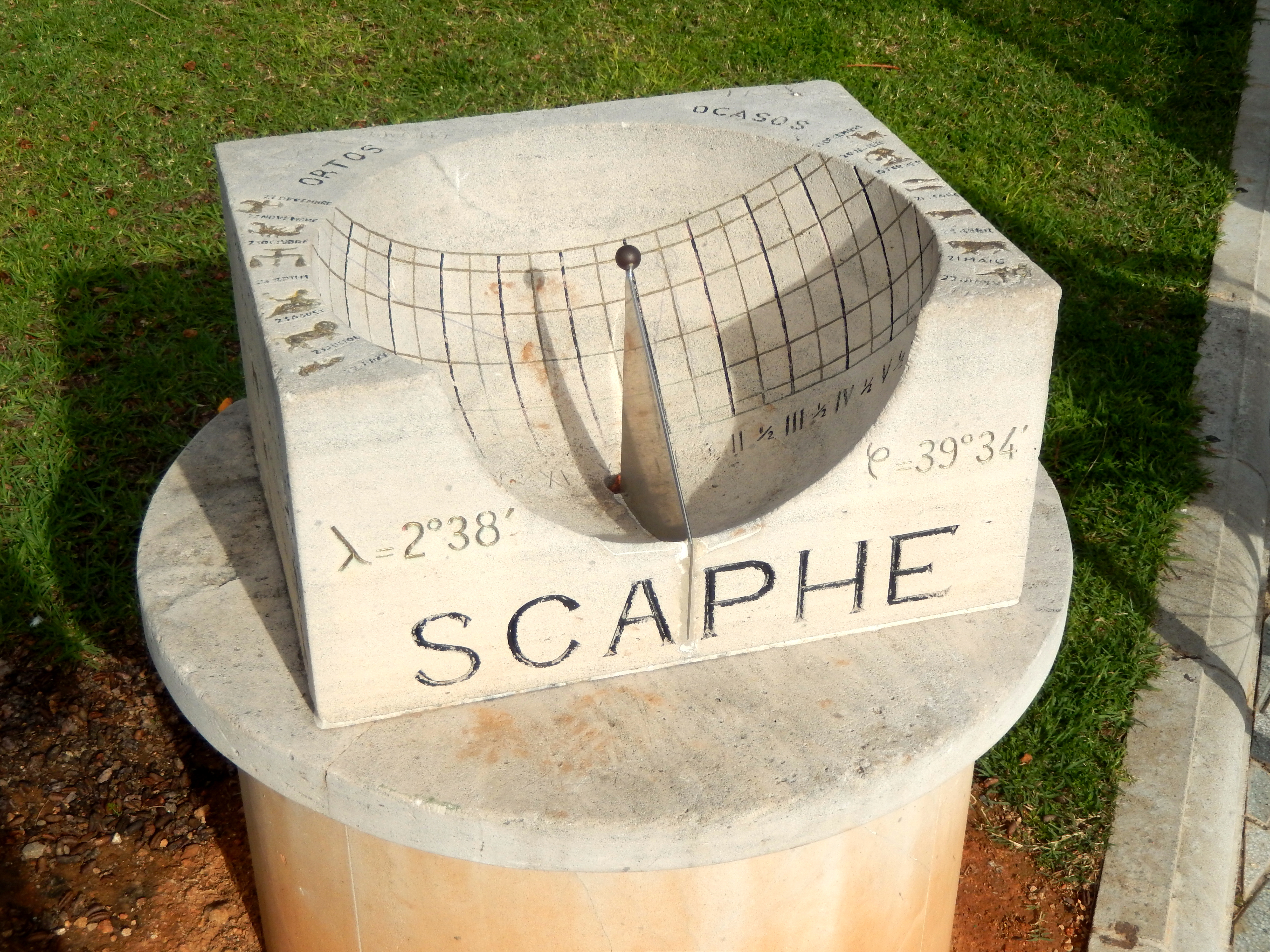

ساعت آفتابی وسیله‌ای است که زمان را با استفاده از مکان خورشید در آسمان می‌سنجد. معمول‌ترین نوع ساعت آفتابی از میله‌ای ساخته شده‌است که روی صفحه‌ای قرار دارد و ساعت‌های شبانه‌ روز روی صفحه نشانه‌ ‌گذاری شده‌اند. وقتی مکان خورشید در آسمان عوض می‌شود، مکان سایهٔ میله هم روی صفحه جابه‌جا می‌شود و ساعت را نشان می‌دهد.

## پیشینه
توالی فصل‌ها و تأثیر آن بر زندگی انسان‌ها از زمان‌های دور، دانش تقویم را به نیازی اصلی انسان در تمدن‌های بزرگ تبدیل کرد. موضوع اصلی تقویم سنجش و اندازه‌گیری زمان بود و در این میان دانستن مدت روز و داشتن زمان آن بسیار مهم می‌نمود. حضور خورشید در آسمان و تکرار روز و شب اندیشهٔ ساخت نخستین ابزار برای سنجش زمان را در انسان ایجاد کرد و به این ترتیب ساعت‌های آفتابی به عنوان نخستین ساعت‌ها ساخته شد و با درک بهتر انسان از کارایی کرهٔ آسمانی پیشرفت بیشتری کرد.
براساس نوشته‌های هرودوت قدمت این ساعت‌ها به ۵۰۰۰ سال قبل برمی‌گردد و او ساخت این ابزار را به سومری‌ها و کلدانی‌ها نسبت می‌دهد، اقوامی که در منطقهٔ بین‌النهرین می‌زیستند.
بر مبنای مدارک موجود نخستین کسی که به محاسبات نظری ساعت‌های آفتابی توجه کرد و باعث رواج آن‌ها شد، آنکسیماندر اهل ملطیه در قرن ۶ پیش از میلاد بود. در این دوران بود که ساعت‌های آفتابی در نقاط مختلف امپراتوری یونان گسترش یافت.
خارج از تمدن یونان، در حدود ۳۴۰ سال پیش از میلاد ستاره‌شناسی کلدانی به نام بروسوس نخستین ساعت آفتابی کروی را طراحی کرد. در این ساعت آفتابی جذاب شاخص درون نیمکره‌ای واقع بود که علاوه بر نشان دادن زمان بر حسب یک تقسیم‌بندی ۱۲ ساعتهٔ طول روز، بلندای سایه نیز فصل‌ها را مشخص می‌کرد.
نخستین ساعت‌های آفتابی که شاید حتی پیش از این اقوام نیز بوده‌است، تنها گذر خورشید را از نصف النهار ناظر را مشخص می‌کرد که همان ظهر شرعی است. سومری‌ها این ساعت را گسترش دادند و نخستین نمونه ساعت‌های آفتابی عمودی را ساختند. در این ساعت‌ها که ساده‌ترین نوع ساعت‌های آفتابی است، یک شاخص عمودی سایه‌ای بر صفحه‌ای می‌اندازد که تقسیم‌بندی آن نشان‌گر ساعت‌های روز است.

## در فرهنگ
در مناطق قنات‌دار کویری ایران به‌طور عملی و ضروری ساعت آبی کاربرد داشت و متولی بنام میرآب داشت اما در بیشتر شهرهای بزرگ و مکانهای مذهبی ساعت‌های آفتابی وجود داشت و بعضاً در میدان اصلی شهر نصب می‌شد تا مردم ساعت را بدانند. اما دقت ساعتهای آبی به مراتب دقیق تر و کاربردهای متنوع تری داشت. نمونه‌های بسیاری از نخستین ساعت‌های آفتابی تا امروز وجود دارد که با پیشرفت علم و دانش انسان در زمینهٔ ریاضیات، کامل‌تر و دقیق‌تر شده‌است و امروزه این ساعت‌ها به عنوان نمادی از تمدن هر سرزمین مورد توجه قرار می‌گیرند.
شاخهٔ آماتوری انجمن نجوم ایران در روز ۳۱ خرداد هم‌زمان با انقلاب تابستانی، جشنوارهٔ ساعت‌های آفتابی را برگزار می‌کند که از اهداف آن بازیابی و احیای ساعت‌های آفتابی موجود در کشور در کنار ترویج فرهنگ ساخت و استفاده از آن‌ها است.

## دقت
بیشتر ساعت‌های آفتابی تزئینی برای عرض جغرافیایی ۴۵ درجه طراحی می‌شوند. اگر بخواهیم چنین ساعت‌هایی را برای عرض‌های جغرافیایی دیگر به کار ببریم، باید صفحهٔ ساعت را کج کنیم تا محور ساعت (راستای میلهٔ ساعت) موازی با محور چرخش زمین قرار بگیرد و راستایش (در نیم‌کرهٔ شمالی) به سمت قطب شمال باشد.
ساعت‌های آفتابی معمولی، زمان ظاهری خورشیدی را نشان می‌دهند. این زمان با زمانی که از ساعت استاندارد می‌خوانیم کمی فرق دارد و در طول سال حداکثر تا ۱۶ دقیقه و نیم جابه‌جا می‌شود. این ساعت‌های آفتابی معمولی تنها ۴ روز در طول سال با ساعت‌های مکانیکی مطابقت دارند:
یعنی روزهای ۲۶ فروردین (۱۵ آوریل)، ۲۳ خرداد (۱۳ ژوئن)، ۱۰ شهریور (۱ سپتامبر) و ۴ دی (۲۵ دسامبر).
این پدیده به این خاطر است که سرعت جابه‌جایی ظاهری خورشید در آسمان به دلیل انحراف محور چرخش زمین به دور خود و همچنین بیضوی بودن دور چرخش انتقالی زمین ثابت نیست، بنابرین زمان آفتابی با ساعت استاندارد کمی اختلاف دارد. ساعت‌های آفتابی دقیق همیشه جدول یا نموداری در کنار خود دارند که این اختلاف زمان را در ماه‌های مختلف سال تصحیح می‌کند. برخی دیگر از ساعت‌های آفتابی پیچیده نیز با خمیده‌کردن خط ساعت‌ها روی صفحهٔ خود یا با روش‌های دیگر مستقیماً ساعت استاندارد را به درستی نشان می‌دهند.

## انواع ساعت‌های آفتابی
انواع مختلفی از ساعت آفتابی وجود دارد که بسته به نوع صفحه و نحوه عملکردشان به چندین دسته تقسیم می‌شوند. در ادامه به مهم‌ترین آنها اشاره می‌کنیم:
ساعت آفتابی افقی:
این نوع متداول‌ترین نوع ساعت آفتابی است که شامل یک صفحه افقی است و یک شاخص که زاویه آن نسبت به صفحه افقی برابر با عرض جغرافیایی در آن محل است.
طرز کار این ساعت چنین است که با خورشید با گردش ظاهری که در آسمان دارد روی این صفحه افقی سایه ایجاد می‌کند و با حرکت این سایه در طی روز، ساعت آفتابی زمان را به ما نشان می‌دهد.
ساعت آفتابی عمودی:
ساعت آفتابی عمودی نیز از دیگر نوع‌های معروف این وسیله است. این نوع از ساعت بر روی دیوار و به صورت عمود نصب می‌شود. زاویه شاخص آن با توجه به عرض جغرافیایی تنظیم شده و بر روی اعداد صفحه سایه‌ای را تشکیل می‌دهد.
جهت‌گیری این ساعت بسیار حائز اهمیت است؛ به طوری که در نیمکره شمالی جهت ساعت آفتابی عمودی باید به سمت جنوب باشد زیرا از طلوع تا غروب سایه شاخص روی صفحه حرکت کند و زمان را نشان دهد.
ساعت آفتابی استوایی:
ساعت آفتابی استوایی یکی از دقیق‌ترین این نوع ساعت‌ ها است. صفحه آن به طور موازی با استوا است و شاخص یا گنومون دقیقا در راستای محور چرخش زمین است. این ساعت در دو نیمکره مورد استفاده قرار می‌گیرد و در اعتدالین( اول بهار و اول پاییز) شاخص سایه‌ای ایجاد نمی‌کند زیرا خورشید به صورت عمود بر ساعت ‌می‌تابد.
ساعت آفتابی قطبی:
ساعت آفتابی قطبی از دقت بالایی برخوردار است. صفحه این ساعت موازی با محور چرخش زمین است و این به این معناست که زاویه صفحه ساعت نسبت به افق باید برابر با عرض جغرافیایی محل باشد.
اعداد روی این ساعت به جای اینکه به طور منحنی حک شوند، به صورت موازی بوده و به دلیل اینکه هر ساعت، خورشید ۱۵ درجه در آسمان حرکت می‌کند فواصل خطوط یکنواخت است. شاخص آن نیز به طور موازی با خطوط نصب شده و با حرکت سایه به دلیل حرکت یکنواخت راحت‌تر خوانده می‌شود.
ساعت آفتابی آنالماتیک:
این نوع ساعت آفتابی شاخص یا میله ثابتی ندارد. به طوری که با توجه به تاریخ سال جا به جا می‌شود.
ساعت آفتابی آنالماتیک در ابعاد بزرگ و در پارک ها و فضاهای عمومی استفاده می‌شود و افراد می‌توانند با ایستادن در محل مورد نظر به عنوان شاخص متحرک این ساعت عمل کنند! .